# Сарквелтубани
Сарквелтубани (груз. სარქველთუბანი) — село в Грузии, на территории Чиатурского муниципалитета края (мхаре) Имеретия.

## География
Село находится на западе центральной части Грузии, к северу от реки Квирилы, на расстоянии 6 километров к северу от города Чиатура, административного центра муниципалитета. Абсолютная высота — 674 метра над уровнем моря.

## Население
По результатам официальной переписи населения 2014 года, в Сарквелтубани проживало 103 человека (50 мужчин и 53 женщины). В национальной структуре населения грузины составляли 100 %.
| Год  | Население, человек |
| ---- | ------------------ |
| 2002 | 126                |
| 2014 | ↘ 103              |